# Охасі Хіросі
Охасі Хіросі (яп. 大橋 浩司; нар. 27 жовтня 1959) — японський футболіст.

## Тренерська робота
Протягом 2004–2007 років працював з жіночою збірною Японії, зокрема очолював її на чемпіонаті світу 2007 року.